# Macromyzella
Macromyzella  (лат.) — род тлей из подсемейства Aphidinae (Macrosiphini). Восточная и Юго-Восточная Азия  (Япония, Корея, Китай, Тайвань, Филиппины, Малайзия, Индонезия.

## Описание
Мелкие насекомые, длина около 2 мм.
Ассоциированы с растениями Asplenium, Christella, Diplazium, Polystichum. Близок к тлям рода Macromyzus, но с более короткими волосками и менее склеротизированным дорзумом.
- Macromyzella celticola Sorin & Arakawa, 2005[2]
- Macromyzella polypodicola (Takahashi, 1921) (=Myzus polypodiacicola)[3]